# Diisopropylbenzen
Diisopropylbenzen je označení pro trojici izomerních organických sloučenin se vzorcem C6H4(CH(CH3)2)2: 1,2- 1,3-, a 1,4-diisopropylbenzen. Jde o bezbarvé kapaliny nemísitelné s vodou, s podobnými teplotami varu. Z hlediska struktury jde o aromatické uhlovodíky, které mají na benzenové jádro navázány dvě isopropylové skupiny CH(CH3)2.
Diisopropylbenzen se, podobně jako hexan, používá jako ředidlo.
| Diisopropylbenzeny    |                                                 |                                                 |                                                 |
| Systematický název    | 1,2-diisopropylbenzen 1,2-di(propan-2-yl)benzen | 1,3-diisopropylbenzen 1,3-di(propan-2-yl)benzen | 1,4-diisopropylbenzen 1,4-di(propan-2-yl)benzen |
| Běžný název           | o-diisopropylbenzen                             | m-diisopropylbenzen                             | p-diisopropylbenzen                             |
| Strukturní vzorec     |                                                 |                                                 |                                                 |
| Registrační číslo CAS | 577-55-9                                        | 99-62-7                                         | 100-18-5                                        |
| Souhrnný vzorec       | C12H18                                          | C12H18                                          | C12H18                                          |
| Molární hmotnost      | 162,28 g/mol                                    | 162,28 g/mol                                    | 162,28 g/mol                                    |
| Teplota tání          | −57 °C                                          | −63 °C                                          | −17 °C                                          |
| Teplota varu          | 205 °C                                          | 203 °C                                          | 210 °°C                                         |

## Výroba a reakce
Diisopropylbenzeny se obvykle vyrábějí Friedelovými-Craftsovými alkylacemi benzenu nebo isopropylbenzenu propenem, kdy se jako katalyzující Lewisova kyselina používá například chlorid hlinitý:
C6H6 + CH3CH=CH2 → C6H5CH(CH3)2
C6H5CH(CH3)2 + CH3CH=CH2 → C6H4(CH(CH3)2)2
Dalšími možnostmi jsou transalkylace, kdy se triisopropylbenzeny přeměňují reakcemi s benzenem nebo monoisopropylbenzenem na diisopropylbenzeny. I zde se jako katalyzátory používají Lewisovy kyseliny.
C6H4(CH(CH3)2)2 + C6H6 → 2 C6H5CH(CH3)2
1,3- a 1,4-diisopropylbenzen mají hlavní využití při výrobě odpovídajících benzendiolů Hockovými přesmyky. Ze všech třech isomerů lze vytvořit hydroperoxidy, využitelné jako radikálové iniciátory polymerizací.